# Klaus Oeggl
Klaus Dieter Oeggl (Innsbruck, 1955. –) osztrák botanikus. Az Alpok őskörnyezetével (paleoökológia) és archeobotanikájával foglalkozik. Az Ötzi gleccsermúmiával kapcsolatos  vizsgálataival vált ismertté.

## Pályafutása
Az Innsbrucki Egyetemen tanult biológiát és földtudományokat, 1981-ben diplomázott. 1982/83-ban középiskolában tanított, majd visszatért az Egyetemre és a Botanikai Intézet lektora lett. Később Sigmar Bortenschlager mellett tudományos munkatársként, majd az Intézet docenseként dolgozott. 1987-ben doktorált botanikából. 1997-től a Botanikai Intézet rendkívüli tanára.
2011 óta pollenanalízist (palinológia) és archeobotanikát tanít, és vezeti a palinológiai kutatócsoportot. Norvégiában a Bergeni Egyetemen vendéglektorként működött, vendégprofesszor volt Thaiföldön (Suranaree University of Technology) és a Bolzanói Szabadegyetemen.
Oeggl kutatási területe az ember és a növényvilág kölcsönhatása a múltban. Vizsgálja a kultúrnövények elterjedését, a táplálkozási módokat, az őskor emberének mezőgazdasági tevékenységét, az Alpok régiójában a megművelt területek kialakulását, valamint rekonstruálja az őskori településeket körülvevő vegetációt és környezetet.
Kutatásai során más szakterületek (régészet, természettudományok) vizsgálatait is felhasználta, mert abiotikus és biotikus hatásoknak köszönhető a mai növénytakaró fejlődése és a megművelt területek létrejötte az alpesi régióban. A pollenanalízisből, a nagyobb növényi maradványok vizsgálatából és a geokémiából nyeri azokat a bázisadatokat, amik a hipotézis tesztekhez és a modell igazolásához szükségesek.
Kiemelkedő jelentőségűek az Ötzi gleccsermúmiával kapcsolatos vizsgálatai.
Saját kutatóközpontjában intenzíven foglalkozott a bányászat paleoökológiai és társadalmi–kulturális hatásaival az Alpokban.

## Válogatott publikációi
- Oeggl K. & U. Eicher 1989: Pollen- and oxygen-isotope analyses of late- and postglacial sediments from the Schwemm raised bog near Walchsee in Tirol, Austria. Boreas, 18: 245 - 253
- Oeggl K. 1992: Sediment- und Makrofossilanalysen aus dem Lanser See in Tirol (Austria): Ein Beitrag zur spätglazialen Bio- und Chronostratigraphie der Ostalpen. Flora, 186: 43 - 62.
- Oeggl K. & N. Wahlmüller 1994: The Environment of a High Alpine Mesolithic Camp Site in Austria. American Association of Stratigraphic Palynologists, Contribution Series, 29:147 - 160
- Oeggl K. 1998: Palynologische Untersuchungen aus dem Bereich des römischen Bohlenweges bei Lermoos, Tirol. In: Walde E. (ed): Via Claudia. Neue Forschungen. Institut für Klassische Archäologie der Leopold-Franzens-Universität Innsbruck: 147 – 171
- Dickson J.H., Oeggl K., Holden T. G., Handley L. L., O´Connell T. C. & Preston T. 2000: The Omnivorous Tyrolean Iceman: Colon Contents (Meat, Cereals, Pollen, Moss and Whipworm) and Stable Isotope Analyses. Phil. Trans. R. Society London B 355: 1843 – 1849
- Oeggl K. & Unterfrauner S. 2000: Die Pflanzengroßreste des Riss/Würm-Interglazials und des Würmglazials von Mondsee. Mitteilungen der Kommission für Quartärforschung 12: 93 – 121
- Schmidl A., Kofler W., Notburga Oeggl-Wahlmüller & Oeggl K. 2005: Land use in the Eastern Alps during the Bronze Age – An archaeobotanical case study of a hill-top settlement in the Montafon (Western Austria ). Archaeometry, 47: 455 – 470
- Schmidl A. & Oeggl K. 2005: Subsistence strategies of two hilltop settlements in the Eastern Alps - Friaga/Bartholomäberg (Vorarlberg, Austria) and Ganglegg/Schluderns (South Tyrol, Italy). Vegetation History & Archaeobotany, 14: 303 - 312
- Schmidl A., Jacomet S., Oeggl K. (2007): Distribution patterns of cultivated plants in the Eastern Alps (Central Europe) during Iron Age. - Journal of Archaeological Science, 34, 243-254
- Oeggl K., Kofler W., Schmidl A., Dickson J.H., Egarter-Vigl E., Gaber O. 2007: The reconstruction of the last itinerary of “Ötzi”, the Neolithic Iceman, by pollen analyses from sequentially sampled gut extracts. Quaternary Science Reviews 26: 853 - 861
- Oeggl K. (2009): The significance of the Tyrolean Iceman for the Archaeobotany of Central Europe. Vegetation History & Archaeobotany, 18: 1 - 11. doi:10.1007/s00334-008-0186-2
- Heiss A. & Oeggl K. (2009): The plant remains from the Iceman´s find spot – new results on the glacier mummy´s environment. Vegetation History & Archaeobotany, 18: 23 - 35.
- Oeggl K., Schmidl A., Kofler W., (2009): Origin and seasonality of subfossil dung from the Iceman´s discovery site (Eastern Alps). Vegetation History & Archaeobotany, 18: 37 - 46.
- Oeggl K. & Nicolussi K. 2009: Prähistorische Besiedlung von zentralen Alpentälern in Bezug zur Klimaentwicklung. in: Schmid R., Matulla C., Psenner R. (eds.): Klimawandel in Österreich. Die letzten 20 000 Jahre ….und ein Blick voraus. Innsbruck university press. alpine space – man and environment: vol. 6: 77 – 86
- Oeggl K. 2009: Die Paläoökologie des historischen und prähistorischen Bergbaus in den Ostalpen. Berichte der Reinhold Tüxen-Gesellschaft, 21: 241 – 252
- Breitenlechner, E.; Hilber, M.; Lutz, J.; Kathrein, Y.; Unterkircher, A.; Oeggl, K. 2010: The impact of mining activities on the environment reflected by pollen, charcoal and geochemical analyses. Journal of Archaeological Sciences 37: 1458 – 1467
- Festi D., Tecchiat U., Steiner H., Oeggl K. 2011: The Late Neolithic settlement of Latsch, northern Italy: subsistence of a settlement contemporary with the Alpine Iceman, and located in his valley of origin. Vegetation History & Archaeobotany 20: 367 – 379
- Schibler J., Breitenlechner E., Deschler-Erb S., Goldenberg G., Hanke K., Hiebel G., Hüster Plogmann H., Nicolussi K., Marti-Grädel E., Pichler S., Schmidl A., Schwarz S., Stopp B. & Oeggl K. 2011: Miners and mining in the Late Bronze Age: a multidisciplinary study from Austria. Antiquity 85: 1259 – 1278
- Schwarz A. S., Krause R. Oeggl K. 2013: Anthracological analysis from a mining site in the Eastern Alps to evaluate woodland uses during the Bronze Age. BAR International Series 2486: 241 – 250
- Breitenlechner E., Goldenberg G., Lutz J., Oeggl K. 2013: The impact of prehistoric mining activities on the environment: a multidisciplinary study at the fen Schwarzenbergmoos (Brixlegg, Tyrol, Austria). Vegetation History & Archaeobotany. 22: 351 - 366
- Behre K.-E. & Oeggl K. 1996 (eds.): Early Farming in the Old World. Recent Advances in Archaeobotanical Research. Special Volume of Vegetation History & Archaeobotany. Springer Berlin Heidelberg
- Bortenschlager S. & Oeggl K. (eds.) 2000: The Iceman and his natural environment. The Man in the Ice Vol. 4. Springer Verlag, Wien - New York
- Anreiter, P.; Goldenberg, G.; Hanke, K.; Krause, R.; Leitner, W.; Mathis, F.; Nicolussi, K.; Oeggl, K.; Pernicka, E.; Prast, M.; Schibler, J.; Schneider, I.; Stadler, H.; Stöllner, T.; Tomedi, G.; Tropper, P. (eds) 2010: Mining in European History and its Impact on Environment and Human Societies. Proceedings for the 1st Mining in European History-Conference of the SFB HiMAT (12.-15. November 2009, Innsbruck). innsbruck university press.
- Goldenberg G., Töchterle U., Oeggl K. & Krenn-Leeb A. (eds) 2011: Forschungsprogramm HiMAT. Neues zur Bergbaugeschichte der Ostalpen. Archäologie Österreichs Spezial 4

## Fordítás
- Ez a szócikk részben vagy egészben  a   Klaus Oeggl című német Wikipédia-szócikk ezen változatának fordításán alapul.  Az eredeti cikk szerkesztőit annak laptörténete sorolja fel. Ez a jelzés csupán a megfogalmazás eredetét és a szerzői jogokat jelzi, nem szolgál a cikkben szereplő információk forrásmegjelöléseként.